# Lionello Perera
Lionello Arturo Lopes Perera (nato Leone Arturo Perera Lopez; Venezia, 25 giugno 1871 – New York, 26 aprile 1942) è stato un banchiere e filantropo italiano.

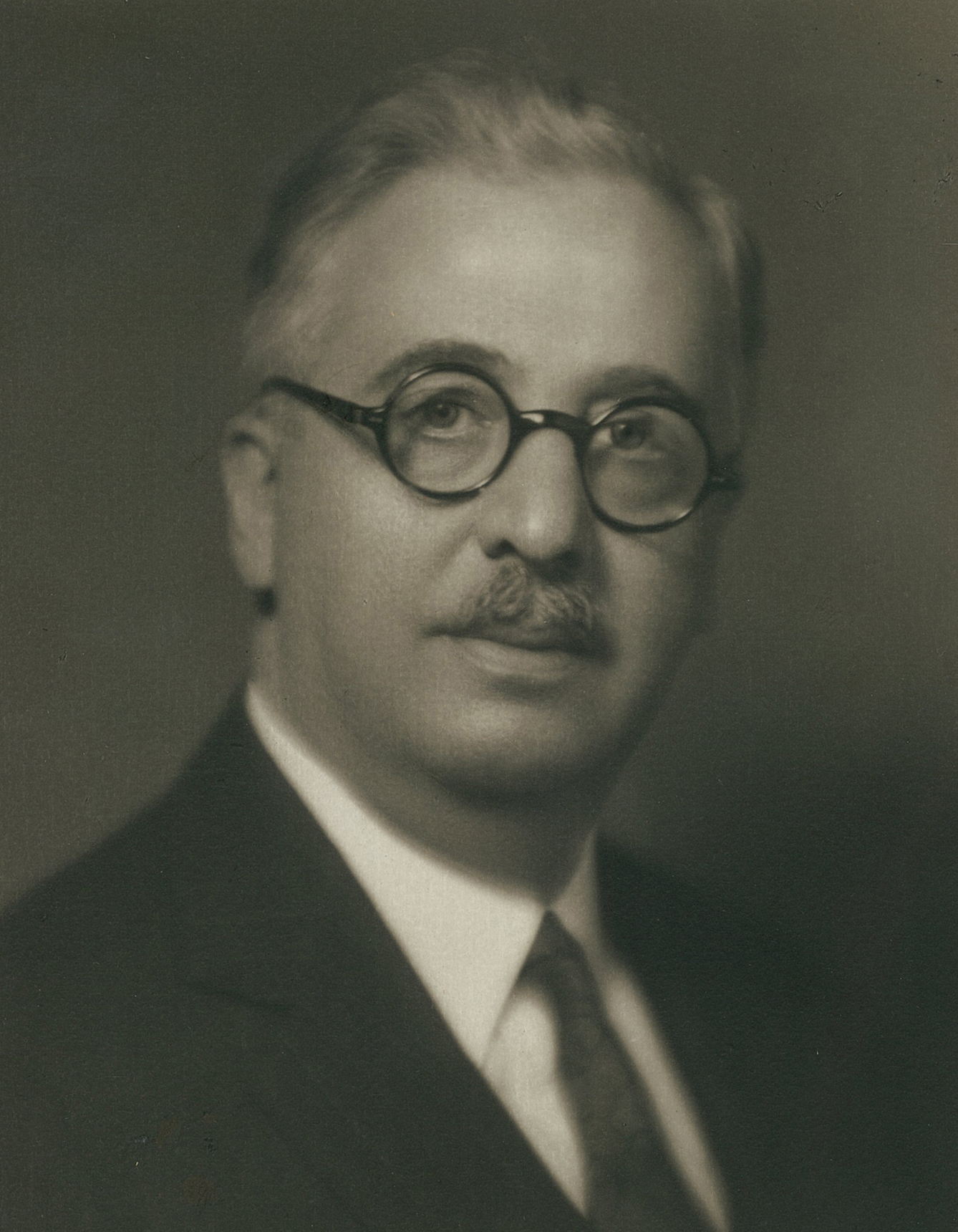
Lionello Perera

Fu attivo a New York all’inizio del XX secolo. Lionello Perera nacque e trascorse i primi anni della sua vita a Venezia. Studiò presso la Regia Scuola Superiore di Commercio, l’attuale Università Ca’ Foscari. Si spostò poi negli Stati Uniti, dove lo aspettava lo zio, il banchiere Salvatore Cantoni. Proseguì la sua carriera a New York, dove contribuì alla fondazione della Bank of America assieme ad Amadeo Peter Giannini. Fondò e prese parte a numerose iniziative e associazioni benefiche con lo scopo di prestare aiuto agli immigrati italiani della costa est degli Stati Uniti d’America. Fu anche un appassionato mecenate e collezionista, oltre a supportare numerosi musicisti e compositori fra cui Arturo Toscanini e Gian Carlo Menotti.Giocò un ruolo cruciale nella corsa a sindaco di New York di Fiorello La Guardia grazie alla sua influenza sulla comunità italoamericana.

## Infanzia ed esordi (1871-1894)
Lionello nacque a Venezia il 25 giugno del 1871. I suoi genitori, Emilia Cantoni e Cesare Lopes Perera, erano di origine ebraica, sefardita da parte paterna e ashkenazita da parte materna. Era il quarto di sei figli e l’unico maschio fra cinque sorelle: Rosa, Olga, Clara, Clelia e Alice. Entrambi i genitori morirono giovani e Lionello rimase orfano durante l’adolescenza. Lui e le sorelle furono affidati al nonno materno, Leon Vita Cantoni, un noto agente di commercio veneziano. Tra il 1886 e il 1889 studiò economia presso l'Università Ca Foscari di Venezia, al tempo Regia Scuola Superiore di Commercio, e poi iniziò subito a lavorare assieme al nonno nel settore finanziario.

## Carriera

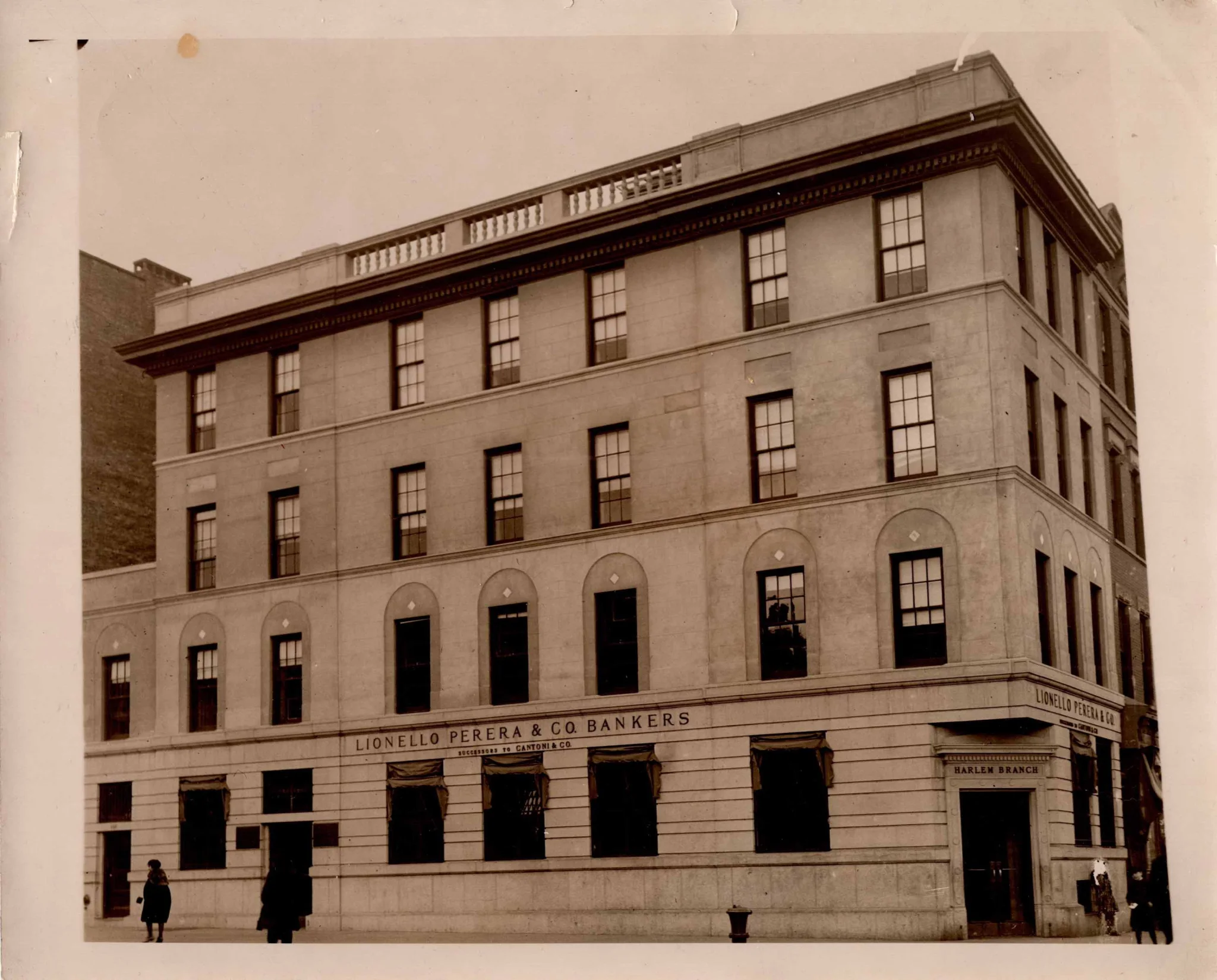
Fotografia della filiale di Harlem della Lionello Perera & Co al numero 63 Wall Street, New York nel 1921.

### Banca Cantoni: Salvatore Cantoni & Co. (1865-1896)
Poco dopo il diploma superiore, Lionello Perera partì per New York a bordo del transatlantico Kaiser Wilhelm II. Il 19 aprile del 1894 sbarcò ad Ellis Island. Lì lo aspettava lo zio materno, il banchiere Salvatore Cantoni che lo fece iniziare a lavorare presso la sua banca, la Salvatore Cantoni & Co. Si trattava della prima banca italiana del Nord America, fondata nel 1865, e l’unica a New York che avesse accesso alla borsa di Wall Street. Lionello si rese fin da subito indispensabile nell’attività dello zio grazie alle sue competenze commerciali e linguistiche. Diventò anche molto presto una persona di fiducia per la crescente comunità italiana di New York.

### Banca Perera: Lionello Perera & Co. (1896-1926)
Alla morte dello zio, Lionello decise di rilevare le quote della banca. Nel 1896, con l’aiuto di alcuni investitori della comunità ebraica, acquistò la maggioranza e rinominò la banca Lionello Perera & Co. Scelse di proseguire le tradizionali attività di una banca commerciale specializzata in cambio valuta, aggiungendo nel tempo alcuni servizi quali fondi di risparmio, prestiti, depositi di sicurezza e investimenti a lungo termine. Nel corso delle successive tre decadi diventò la cassa di risparmio più grande di New York specie per via della crescita esponenziale di clienti italoamericani dovuta alla forte immigrazione negli Stati Uniti dal Regno d’Italia. Grazie alle competenze economiche del fondatore nonché alla fiducia di cui godeva tra gli italoamericani, la Lionello Perera & Co. sopravvisse alle diverse crisi finanziarie di quel periodo causate da una scarsa regolamentazione del settore finanziario statunitense e da numerosi episodi di panico bancario, i cosiddetti bank run. Lionello investì e donò ingenti quantità di denaro per aiutare il Regno d’Italia in occasione di disastri naturali e anche durante la prima guerra mondiale.

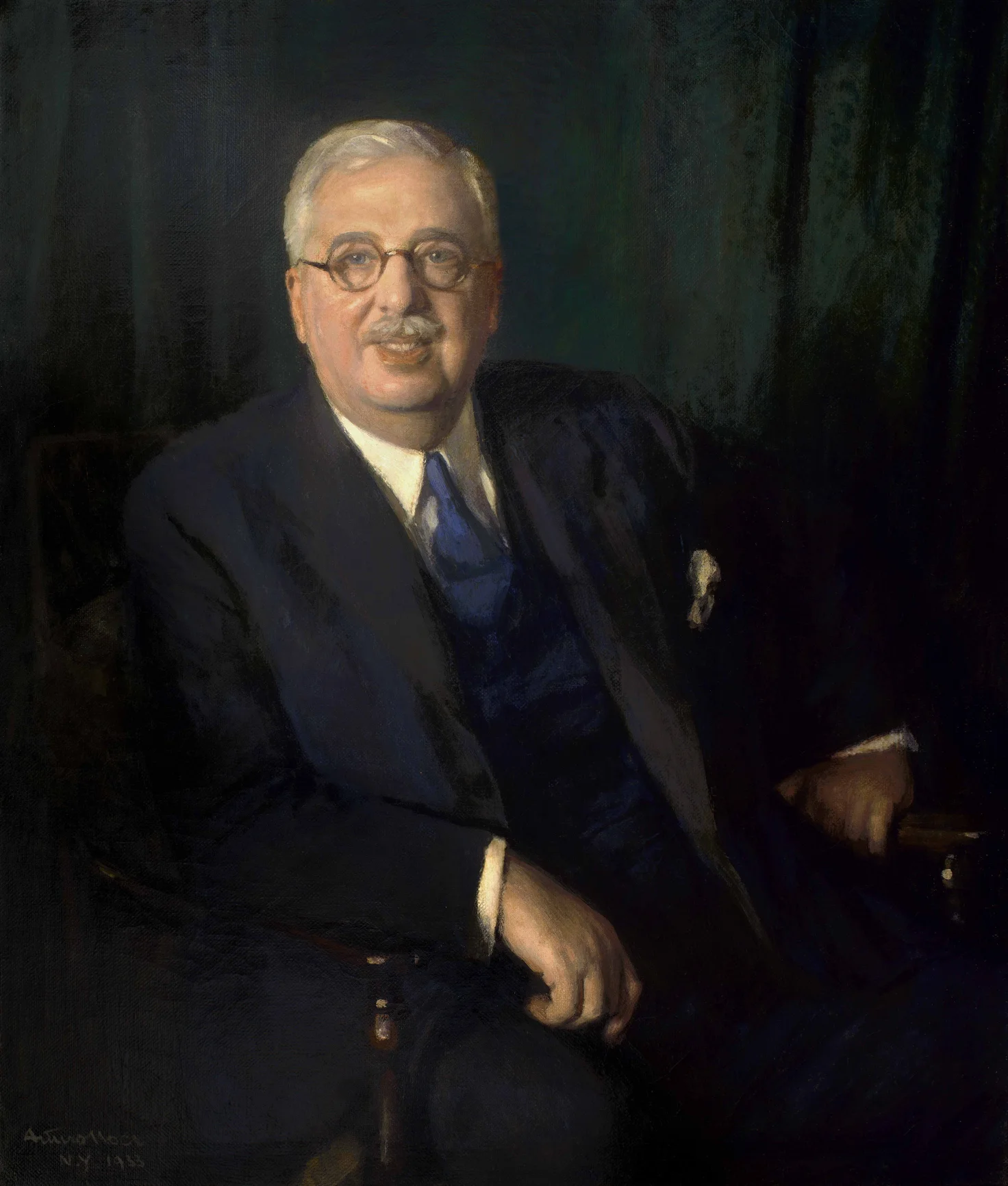
Arturo Noci, Ritratto di Lionello Perera, 1933, oilo su tela, Archivio della Famiglia Perera

### Bank of America (1926-1932)

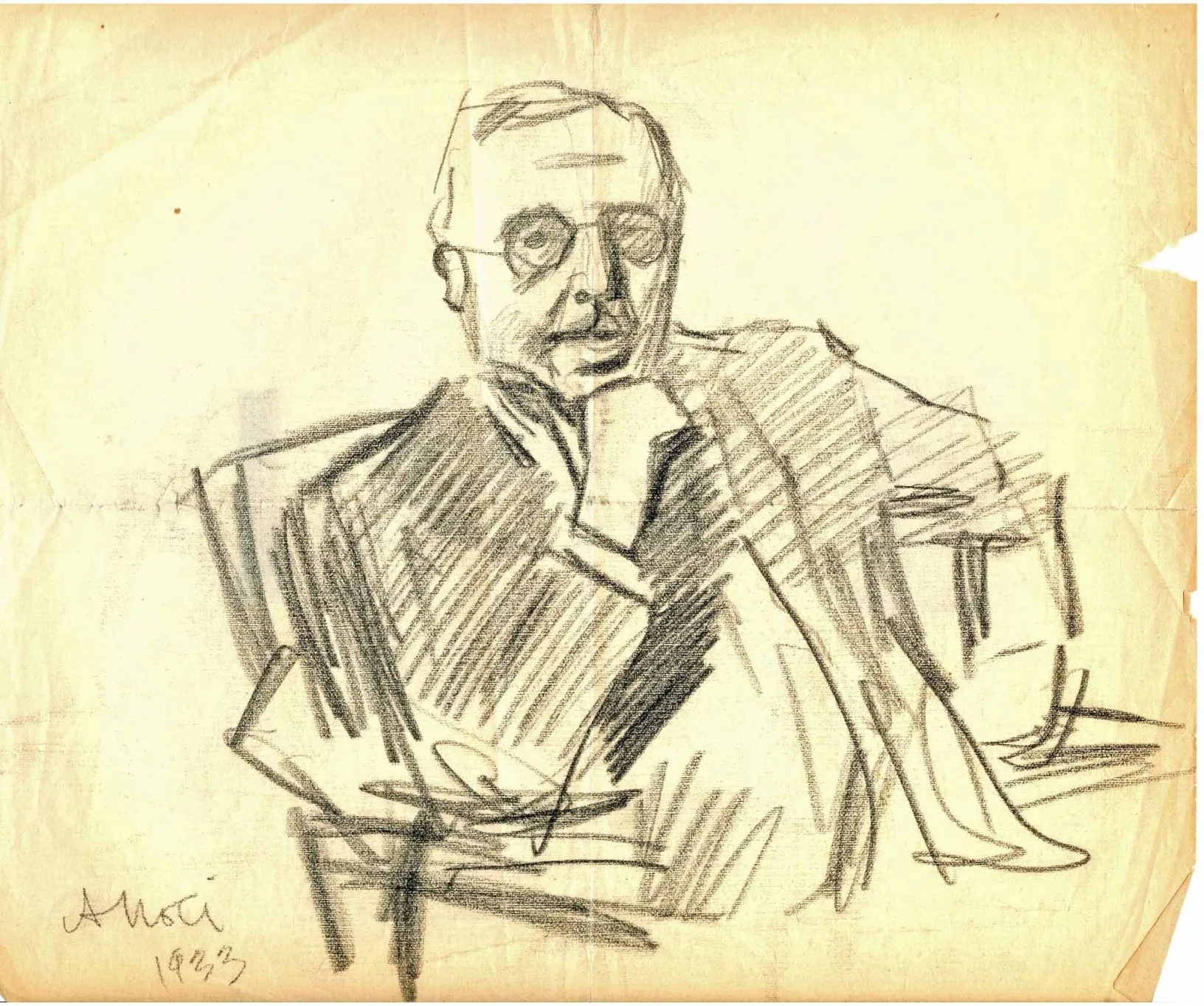
Arturo Noci, Studio per il ritratto di Lionello Perera, 1933

Un panico finanziario con conseguente corsa agli sportelli colpì anche la Banca Perera durante gli anni venti del Novecento. Il 21 febbraio del 1924 molti correntisti si presentarono per prelevare tutti i loro risparmi temendo il fallimento della banca. Fortunatamente, il panico si risolse in pochi giorni grazie al pronto intervento di Lionello Perera, accorso a calmare i correntisti e a rifondere tutte le richieste di reso, in questo modo riguadagnando subito la fiducia della comunità italoamericana avendo dimostrato la solvibilità della banca. L’episodio di panico del febbraio 1924 e le crescenti difficoltà nel settore finanziario convinsero Lionello Perera a iniziare un processo di acquisizioni e fusioni per rafforzare la sua attività. Iniziò così la relazione con il banchiere Amadeo Peter Giannini e suo fratello Attilio, che stavano espandendo le proprie filiali dalla California a New York. Il 31 agosto 1926 trasformò la Perera Bank nella Commercial Exchange Bank of New York, per poi accettare la partecipazione di Giannini alle proprie attività e consentendogli così l’accesso a Wall Street. Nel 1927 assieme comprarono la seconda banca italoamericana di New York, la Sessa Bank of Brooklyn. Infine, dopo una serie di acquisizioni e fusioni da parte di Giannini, nell'aprile del 1928 annunciarono la nascita di Bank of America National Association, la prima banca estesa a tutti gli Stati Uniti, con Lionello Perera come vicepresidente. Il consorzio si sciolse nel 1932 e le quote di LIonello Perera furono soggette a una scalata ostile da parte del predecessore dell’odierna Citibank, mentre Amadeo Giannini poté recuperare le proprie quote soltanto diversi anni dopo per rilanciare l’odierna Bank of America.

## Collezionista e Filantropo

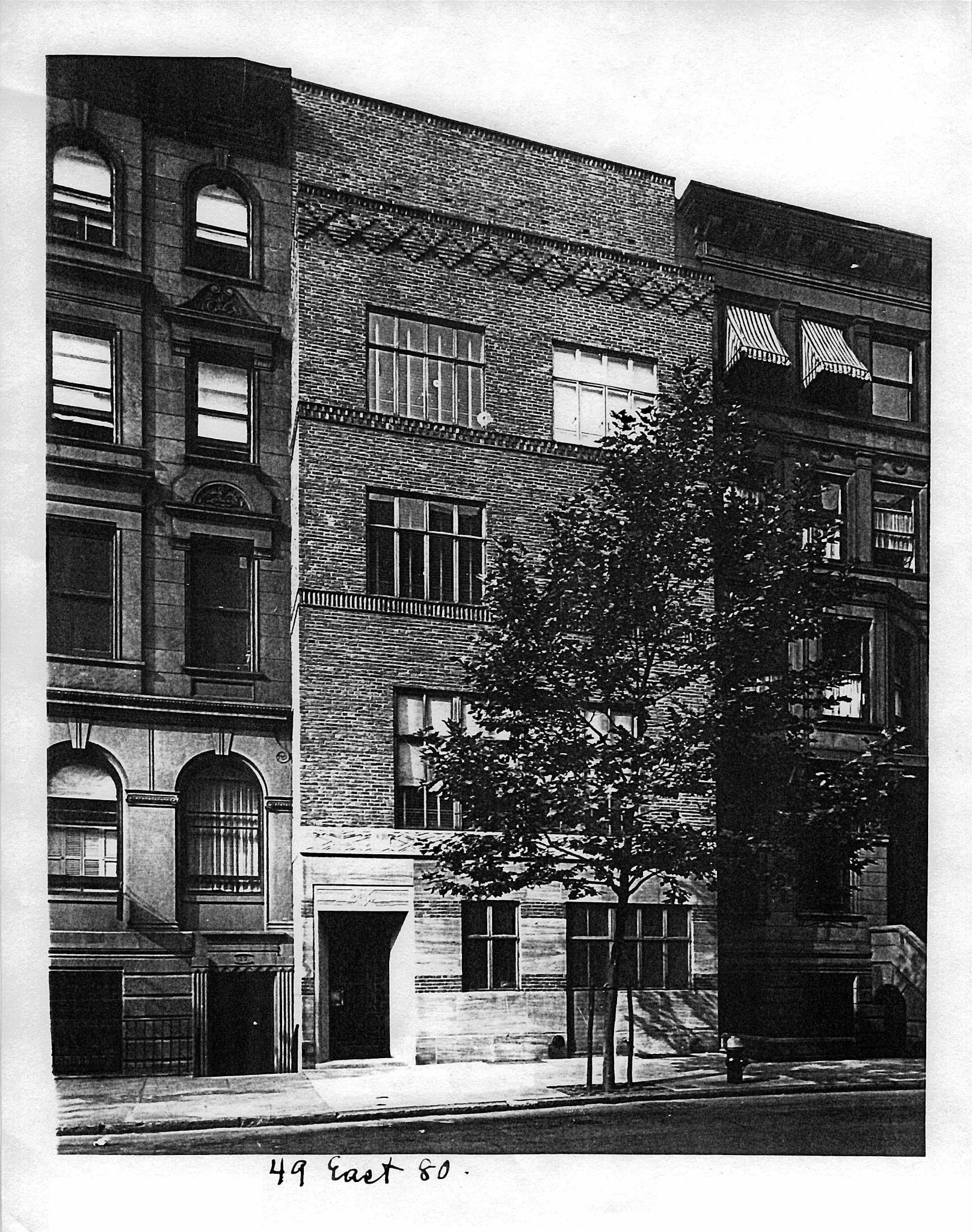
Fotografia della facciata della Casa Perera, 1930 circa

### Collezionista d’arte
Lionello Perera nutriva un forte interesse per l’arte e fu un appassionato collezionista con un particolare interesse per la pittura di genere del diciottesimo secolo, nonché per il naturalismo europeo del diciannovesimo secolo. La sua collezione annoverava principalmente artisti italiani del calibro di Pietro Longhi, Lorenzo Lotto, Arturo Noci e Cosimo Rosselli. La sua passione artistica si declinava anche attraverso il disegno, poiché era solito disegnare caricature delle persone a lui vicine in occasioni pubbliche o private. Disegnava i suoi schizzi su qualunque cosa gli capitasse sottomano: buste, biglietti da visita, pagine di calendario, programmi di concerti e tovaglioli. Tra i suoi soggetti si riconoscono personaggi famosi dell’alta società, delle arti e della politica americana, fra cui: Fiorello La Guardia, Enrico Caruso, Arturo Toscanini ed E. Philips Oppenheim. Centinaia di disegni sono tuttora in possesso della famiglia Perera, nonché taluni presso la Biblioteca del Congresso, ma molti sono dispersi, giacché era solito scambiare le caricature come era in uso all'epoca.

### Mecenate musicale
Il 17 ottobre 1904 sposò Carolyn Allen, figlia di Charles Chauncey Allen e Louise Sondheim. Assieme ebbero cinque figli: Charles Allen, Nina, Lionel Cantoni, George Alfred e Lydia. Lionello Perera e la moglie Carolyn Allen Perera condividevano l’amore per la musica, specialmente sinfonica e opera lirica. Al tempo l’opera lirica rappresentava per gli italoamericani sia un collante sociale interno alla propria comunità emigrata, sia un ottimo modo per contrastare i pregiudizi razziali che subivano valorizzando piuttosto il proprio patrimonio culturale. Nel corso degli anni Trenta del Novecento i Perera erano soliti ospitare concerti privati di musica da camera presso la loro abitazione al 49 East dell’ottantesima strada. Invitavano celebri musicisti e compositori quali Giovanni Martinelli, Arturo Toscanini, Ildebrando Pizzetti, Gian Carlo Menotti, Béla Bartók e Yehudi Menuhin. La loro casa in stile Art Deco era un edificio unifamiliare unico nel suo genere a Manhattan, progettato dall’architetto Allan Jacobs nel 1929. Lionello Peera e Carolyn Allen Perera supportavano economicamente Casa Verdi a Milano, la casa di riposo per musicisti fondata dal compositore Giuseppe Verdi.

### Benefattore per gli italoamericani

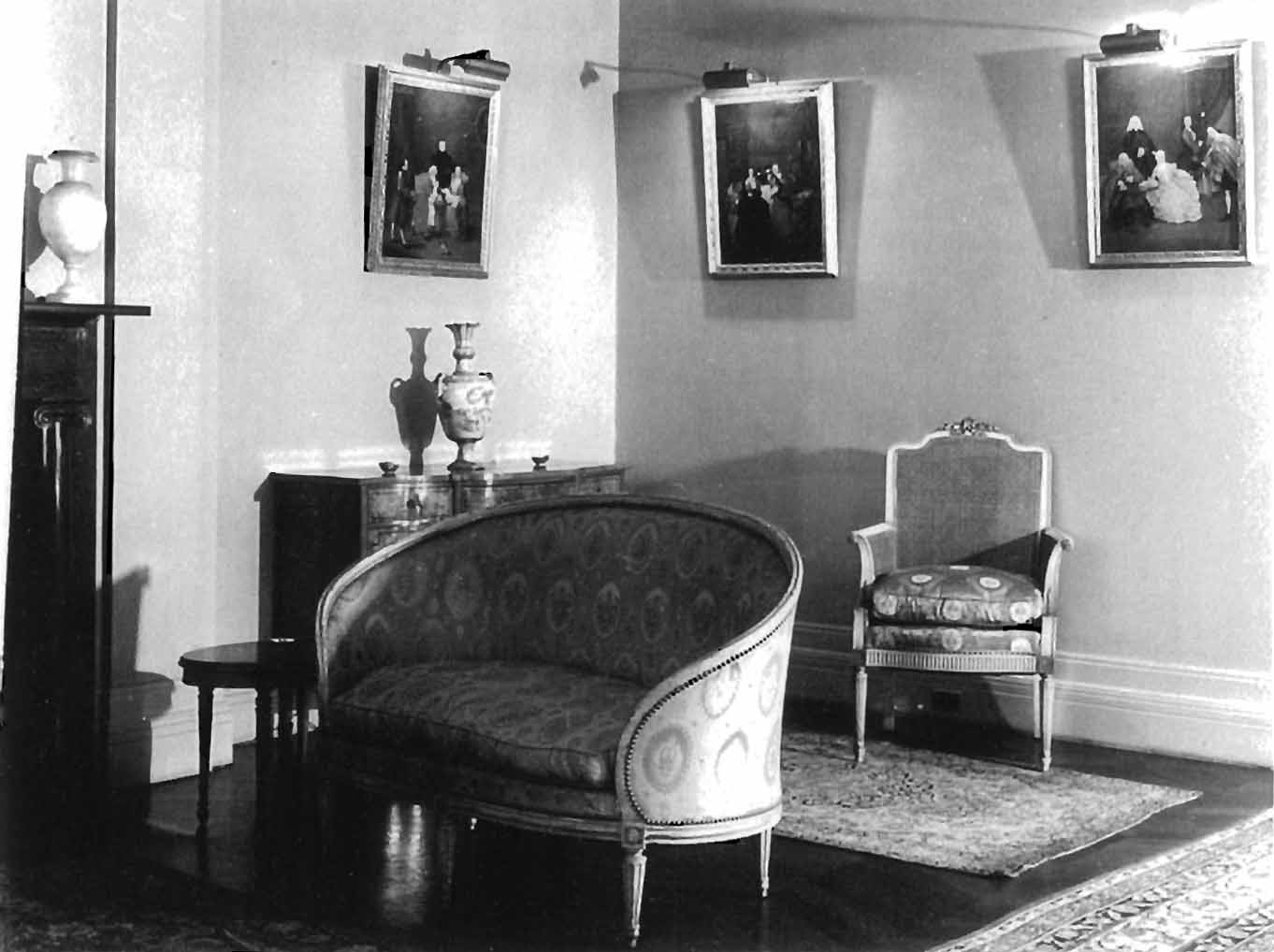
Fotografia della casa Perera, angolo della sala con i dipinti di Longhi, 1930 circa

Lionello Perera si prodigava per aiutare gli immigrati italiani a New York, veterani di guerra e i suoi conterranei colpiti da guerre o disastri naturali. Viene fatta una prima menzione delle sue attività filantropiche nel 1905 come delegato della Croce Rossa Italiana negli Stati Uniti, quando inviò aiuti per il terremoto che colpì il Sud Italia. A capo della delegazione italiana della Croce Rossa in America si occupò di istituire ospedali e servizi di assistenza sanitaria per gli immigrati italiani, fra cui la Italian Welfare League. Grazie al suo impegno umanitario in numerose organizzazioni affiliate al governo italiano fu nominato dal Re d'Italia Cavaliere il 24 gennaio 1909 e quindi Ufficiale l’11 marzo 1911. Durante la prima guerra mondiale diresse la divisione italiana della Liberty Loan Campaign. Nel 1934 Fiorello La Guardia nominò Lionello Perera nel consiglio del New York Child Welfare Board. 

### Vita privata e ultimi anni
Nel giugno del 1920 Lionello Perera ricevette la naturalizzazione statunitense, nonostante si considerasse sia italiano sia americano. Visse il periodo tra le due guerre mondiali con crescente difficoltà in riferimento alla propria origine italiana ed ebraica a causa del complesso rapporto tra il regime fascista e la comunità italoamericana, nonché per l’iniziale ambiguità della politica statunitense riguardo alla figura di Benito Mussolini. Contribuì alla nascita di Casa Italiana presso la Columbia University, il primo centro di studi dedito alla cultura italiana in un ateneo nordamericano. Nel mentre cercava di spostare politicamente la sua comunità verso uno strenuo oppositore del nazi-fascismo quale Fiorello La Guardia. Due delle sue sorelle, Clelia Perera Napoli e Olga Perera Pincherle, furono perseguitate dal regime fascista per la loro origine ebraica e Olga perì con due suoi figli nel campo di sterminio di Auschwitz.
Lionello Perera morì il 26 aprile 1942 colpito da un ictus alla Pennsylvania Station appena di ritorno da un viaggio a Washington.